# Yves Afonso

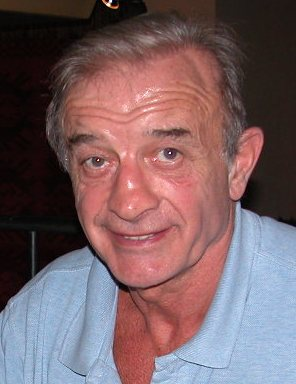
Yves Afonso, 2004

Yves Philippe Afonso (* 13. Februar 1944 in Saulieu, Frankreich; † 21. Januar 2018 in 20. Arrondissement, Paris) war ein französischer Schauspieler.

## Leben
Yves Afonso war portugiesischer Herkunft und wuchs im Burgund auf. Als Schüler mit einer chaotischer Schulzeit, aber einer Leidenschaft für Sport, kam er Anfang der 1960er Jahre nach Paris. Er verdiente seinen Lebensunterhalt als Kellner, Tankwart oder Ladenbesitzer. Seine Begegnung mit László Szabó und Antoine Bourseiller ermöglichte ihm 1964 sein Bühnendebüt im Poche Montparnasse in LeRoi Jones’ Stück Die Phantom-Metro. Im Laufe des Jahrzehnts spielte er Rollen in etwa zehn Stücken, von denen einige beim Festival von Avignon aufgeführt wurden.
Jean-Luc Godard, der ihn am Théâtre de Poche entdeckte, bot ihm seine ersten Filmrollen an: Masculin féminin (1966), Made in USA (1966) und Weekend (1967). 1971 spielte er seine erste große Rolle in Les Gants blancs du diable unter der Regie von László Szabó.
Er starb am 21. Januar 2018 in seinem Haus. Der Filmemacher Mathieu Kassovitz würdigte Yves Afonso auf Europe 1 und würdigte das Andenken dieses Schauspielers mit dem unvergesslichen Gesicht, der mit den Größten zusammengearbeitet hatte, aber in deren Schatten blieb.

## Filmografie
- 1965: Masculin – Feminin oder: Die Kinder von Marx und Coca-Cola (Masculin féminin)
- 1966: Made in USA
- 1967: Week-end
- 1968: Le dernier voyage du commandant Le Bihan
- 1968: Les Cinq Dernières Minutes
- 1969: Le Temps de vivre
- 1969: S. O. S. Fréquence 17
- 1969: Une veuve en or
- 1970: Cannabis
- 1970: Dossier prostitution
- 1970: La Maffia du plaisir
- 1970: Valparaiso,
- 1970: Vladimir et Rosa
- 1971: Un parti
- 1971: La Cavale
- 1971: Les Gants blancs du diable
- 1972: La semaine des 4 mercredis
- 1972: Le bas d’Agnès
- 1972: L’Insolent
- 1973: Contre une poignée de diamants
- 1973: Défense de savoir
- 1973: France société anonyme
- 1973: Der Uhrmacher von St. Paul (L’Horloger de Saint-Paul)
- 1973: Les Violons du bal
- 1973: Les Volets clos
- 1974: Le Mâle du siècle
- 1974: Zig-Zig
- 1975: La Course à l’échalote
- 1975: Le Chat et la Souris
- 1975: Les Conquistadores
- 1976: Le voyage du grand peuple lent
- 1976: L’Aile ou la Cuisse
- 1976: Der Richter, den sie Sheriff nannten (Le Juge Fayard dit Le Shériff)
- 1977: Le Chien de Monsieur Michel
- 1978–1981: Cinéma 16
- 1978: L’Ange gardien
- 1978: Le Rabat-joie
- 1978: Le Rose et le Blanc
- 1978: Mamma Rosa ou la farce du destin
- 1978: Un balcon en forêt
- 1979: Les Charlots en délire
- 1980: Médecins de nuit
- 1981: Die Rosen von Dublin (Les Roses de Dublin)
- 1982: L’Été meurtrier
- 1983: Lettre de la Sierra Morena
- 1983: Maigret (Les Enquêtes du commissaire Maigret)
- 1984: Double messieurs
- 1985: L’Île au trésor
- 1986: Maine Océan
- 1987: Brigade de nuit
- 1987: La Travestie
- 1987: Les Montagnes de la Lune
- 1987: Nouilles
- 1988: Ben... La mouche
- 1988: Les images de la mère Charron
- 1988: Médecins des hommes
- 1988: Radio Corbeau
- 1989: Dédé
- 1989: Incognito
- 1989: Le Vagabond de la Bastille
- 1989: Morte fontaine
- 1989: V comme vengeance
- 1990: Gawin
- 1990: Joséphine en tournée
- 1990: Le Mari de l’ambassadeur
- 1990: Sésame, ouvre-toi!
- 1990: Uranus
- 1990: Le Bonheur des autres
- 1990: À la vitesse d’un cheval au galop
- 1991: Les Arcandiers
- 1991: Les Carnassiers
- 1991: Puissance 4
- 1992: 2 bis, rue de la Combine
- 1992: L’Œil écarlate
- 1993: Coup de chien
- 1993: L’Annexe
- 1993: Une femme pour moi
- 1994: Morlock
- 1994: Le Fils de Gascogne
- 1995–1996: François Kléber
- 1995–1996: Le R. I. F.
- 1995: Excentric Paradis
- 1995: Le Cœur fantôme
- 1995: Le juge est une femme
- 1996: Tenue correcte exigée
- 1997: Bienvenue au Pays du Père Noël
- 1997: L’Amour à l’ombre
- 1997: La Fine équipe
- 1997: Das Schneckenrennen (La course de l’escargot)
- 1997: Week-End!
- 1998: Terres vivantes
- 1998: Du bleu jusqu’en Amérique
- 1998: La Course à l’escargot
- 1998: Nanou ou Gaëlle
- 1999: Docteur Sylvestre
- 1999: On appelle ça... Le printemps
- 2000: Charmants voisins
- 2000: Mischka
- 2001: Fifi Martingale
- 2001: Gardiens de la mer
- 2001: Les Voies du Paradis
- 2002: Mr. Bird
- 2002: L’Amour interdit
- 2002: Le Bleu de l’océan
- 2003–2004: Frank Riva
- 2004: 33 devas
- 2004: Code 68
- 2004: Les Amants du bagne
- 2005: Déserts
- 2005: Le Passeur de mots
- 2008: Engrenages
- 2008: Le crime est notre affaire
- 2009: Blanche Maupas
- 2009: Camille et Jamila
- 2009: Douce France
- 2009: Le Commissariat
- 2010: Sur le fil
- 2011: Trois filles en cavale
- 2011: Julie Lescaut
- 2011: Une nouvelle vie
- 2013: Détectives
- 2014: Cruel
- 2014: Rumeurs
- 2015: Malaterra
- 2016: Je veux être actrice
- 2017: Sparring